# Inondations de 2021 en Turquie
Les inondations de 2021 en Turquie sont des inondations en cours dans la région de la mer Noire, en Turquie. Elles figurent parmi les pires de l'histoire de la Turquie. Les inondations et les glissements de terrain dus aux précipitations excessives ont commencé le 11 août 2021 dans la région ouest de la mer Noire de la région turque de la mer Noire. Au moins 70 personnes sont mortes et environ 228 autres ont été blessées dans les inondations qui ont touché les provinces de Bartın, Kastamonu et Sinop,,.
Plus de 1 700 personnes ont été évacuées. La présidence de la gestion des catastrophes et des urgences (en) (AFAD) a annoncé que l'électricité ne pourrait pas être fournie à 4 villages de Bartın, 180 villages de Kastamonu et 87 villages de Sinop dans les districts d'Ayancık et de Türkeli[réf. nécessaire].
En visite dans la région le 13 août, le président Recep Tayyip Erdoğan a déclaré Kastamonu, Sinop et Bartın zones sinistrées.
Les inondations et incendies risquent de devenir plus fréquentes et violentes en raison du réchauffement climatique. Plusieurs responsables politiques et associations ont demandé au gouvernement turc de prendre des mesures significatives en vue de réduire les émissions de gaz à effet de serre. La Turquie fait partie des pays qui n'ont pas adopté l'accord de Paris sur le climat de 2015.